# هیچ عنی نیستن
«هیچ عنی نیستن» (به انگلیسی: Ain't Shit) ترانه‌ای از خواننده و رپر آمریکایی دوجا کت می‌باشد که در سومین آلبوم استودیویی او با عنوان پلنت هر (۲۰۲۱) منتشر گردید. این قطعه هم‌زمان با انتشار آلبوم و از سوی کموساب و آرسی‌ای رکوردز به‌عنوان یکی از قطعه‌های آلبوم منتشر شد. این ترانه در ابتدا با عناوین «کاکاسیاه‌ها هیچ عنی نیستن» و «ان.ای.اس.» شناخته می‌شد و ماه‌ها پیش از انتشار رسمی، پس از پخش پیش‌نمایشی از آن توسط دوجا کت در یکی از پخش‌های زندهٔ اینستاگرامش در اوایل آوریل سال ۲۰۲۰ مورد توجه و انتظار هواداران قرار گرفت.
این ترانه توسط تیزهیم‌سلف روژه چاهاید تهیه شده و با مشارکت اضافی از یتی بیتس و کرتیس مک‌کنزی که همگی به‌عنوان نویسندگان همکار در کنار دوجا کت اعتبار دارند، تولید شده‌است. «هیچ عنی نیستن» تنها ترانه‌ای می‌باشد که به دلیل وجود کلمهٔ رکیک در بخش کورسش از نسخهٔ تمیز آلبوم مستثنی شده‌است. از نظر تجاری، این ترانه در ابتدای انتشار خود در بین ۳۰ ترانهٔ برتر جدول بیلبورد هات ۱۰۰ به‌عنوان یکی از ترک‌های آلبوم قرار گرفت.